# Полс-Бесін 2
Полс-Бесін 2 (англ. Paul's Basin 2) — індіанська резервація в Канаді, у провінції Британська Колумбія, у межах регіонального округу Томпсон-Нікола.

## Населення
За даними перепису 2016 року, індіанська резервація нараховувала 25 осіб, показавши скорочення на 30,6%, порівняно з 2011-м роком. Середня густина населення становила 4,4 осіб/км².

## Клімат
Середня річна температура становить 5,6°C, середня максимальна – 19,3°C, а середня мінімальна – -11,3°C. Середня річна кількість опадів – 443 мм.
| Клімат поселення                              | Клімат поселення | Клімат поселення | Клімат поселення | Клімат поселення | Клімат поселення | Клімат поселення | Клімат поселення | Клімат поселення | Клімат поселення | Клімат поселення | Клімат поселення | Клімат поселення | Клімат поселення |
| Показник                                      | Січ.             | Лют.             | Бер.             | Квіт.            | Трав.            | Черв.            | Лип.             | Серп.            | Вер.             | Жовт.            | Лист.            | Груд.            |                  |
| Середній максимум, °C                         | 1,72             | 4,40             | 7,89             | 11,71            | 15,69            | 19,03            | 18,54            | 19,34            | 14,87            | 9,50             | 3,38             | −1,12            |                  |
| Середня температура, °C                       | −4,8             | −2,14            | 1,36             | 5,17             | 9,16             | 12,52            | 15,46            | 16,26            | 11,80            | 6,42             | 0,31             | −4,22            |                  |
| Середній мінімум, °C                          | −11,33           | −8,66            | −5,18            | −1,36            | 2,63             | 5,98             | 12,38            | 13,19            | 8,72             | 3,33             | −2,78            | −7,29            |                  |
| Норма опадів, мм                              | 53               | 33               | 25               | 19               | 33               | 40               | 33               | 27               | 29               | 39               | 58               | 54               |                  |
| Середньомісячна швидкість вітру, м/с          | 2.10             | 2.12             | 2.40             | 2.68             | 2.40             | 2.40             | 2.20             | 2.10             | 1.90             | 2.00             | 2.03             | 2.00             |                  |
| Середньомісячна сонячна радіація, кДж/м²·день | 3467             | 6627             | 11077            | 16101            | 19711            | 21287            | 22308            | 19051            | 13566            | 7701             | 3794             | 2707             |                  |
| --------------------------------------------- | ---------------- | ---------------- | ---------------- | ---------------- | ---------------- | ---------------- | ---------------- | ---------------- | ---------------- | ---------------- | ---------------- | ---------------- | ---------------- |
| Джерело:                                      |                  |                  |                  |                  |                  |                  |                  |                  |                  |                  |                  |                  |                  |